# Jardins Selvagens
Jardins Selvagens (no original Dare to Be Wild) é um filme irlandês de 2015, realizado por Vivienne De Courcy e com a participação de Emma Greenwell e Tom Hughes.